# Hortlax
För andra betydelser, se Hortlax (olika betydelser).
Hortlax (uttalas hort-laks; finska & meänkieli: Hurttalahti) är en tätort i Piteå kommun och kyrkby i Hortlax socken.

## Historia
Försvarets Radioanstalt hade åren 1964-2001 en hemlig avlyssningsstation på orten. Verksamheten sysselsatte en tid ca 30 anställda. Personalen tjänstgjorde då i skift, dygnet runt året runt.

### Befolkningsutveckling
| Befolkningsutvecklingen i Hortlax 1900–2020 | Befolkningsutvecklingen i Hortlax 1900–2020 | Befolkningsutvecklingen i Hortlax 1900–2020 | Befolkningsutvecklingen i Hortlax 1900–2020 | Befolkningsutvecklingen i Hortlax 1900–2020 |
| --- | ------------------------------------------- | ------------------------------------------- | ------------------------------------------- | ------------------------------------------- |
| |                                             |                                             |                                             |                                             |
| År |                                             |                                             | Folkmängd                                   | Areal (ha)                                  |
| 1900 | 1900                                        |                                             | 1 062                                       | †                                           |
| 1950 | 1950                                        |                                             | 585                                         | ##                                          |
| 1960 | 1960                                        |                                             | 602                                         | 107                                         |
| 1965 | 1965                                        |                                             | 610                                         | 107                                         |
| 1970 | 1970                                        |                                             | 649                                         | 110                                         |
| 1975 | 1975                                        |                                             | 847                                         | 110                                         |
| 1980 | 1980                                        |                                             | 1 151                                       | 140                                         |
| 1990 | 1990                                        |                                             | 1 267                                       | 148                                         |
| 1995 | 1995                                        |                                             | 1 284                                       | 148                                         |
| 2000 | 2000                                        |                                             | 1 287                                       | 148                                         |
| 2005 | 2005                                        |                                             | 1 247                                       | 150                                         |
| 2010 | 2010                                        |                                             | 1 248                                       | 149                                         |
| 2015 | 2015                                        |                                             | 1 128                                       | 114                                         |
| 2020 | 2020                                        |                                             | 1 085                                       | 116                                         |
| Anm.: 1950 som Hortlax med Innimarken. Övermarken utbruten 2015. 2023 uppgick småorterna Övermarken, Skatan och Maran och Svedjan och Träsket † Som köpingsliknande samhälle 1900. ## Som tätort/befolkningsagglomeration 1920–1950. |                                             |                                             |                                             |                                             |

## Samhället
Hortlax kyrka började byggas 1913. En bit bort från kyrkan finns en kyrkogård. 
Det finns kommunal skola till och med högstadiet, sim- och sporthall, bibliotek, hälsocentral med barnavårdscentral samt blomsterhandel. 
I Hortlax finns matvaruaffären Lundmans, som grundades av Axel Lundman och kom att ägas av släkten Lundman till 1990-talet.
I Hortlax finns det kommunala äldreboendet Hortlaxgården med plats för 71 boende. 

## Personer med anknytning till orten
- Fredrik Granberg (1975-), trummis i bandet Randy
- Ingvar Svanberg (1915-1997), socialdemokratisk politiker och riksdagsledamot
- Mikael Renberg (1972-), ishockeyspelare (bor på orten)
- Thomas Holmström (1973-), ishockeyspelare
- Åsa Vesterlund (1974-), skådespelerska och författare